# Chemin de Lycie
 (avril 2015).
Si vous disposez d'ouvrages ou d'articles de référence ou si vous connaissez des sites web de qualité traitant du thème abordé ici, merci de compléter l'article en donnant les références utiles à sa vérifiabilité et en les liant à la section « Notes et références ».
Le chemin de Lycie est un chemin de randonnée longue distance en Turquie le long de la côte de l'ancienne Lycie. 
Le nom vient de l'ancienne civilisation qui date d'avant l'Empire ottoman. Il est long de plus de 510 km, si on suit le chemin « officiel »[réf. nécessaire]. Le parcours officiel de Ölüdeniz, près de Fethiye, à Geyikbayiri, et se termine près d'Antalya. On peut aussi parir de Fethiye. La piste est irrégulièrement balisée par des rayures rouge et blanche. Le Sunday Times le répertorie comme un des dix meilleurs treks du monde[réf. nécessaire].
Altitude maximum : 1 800 m (2 366 m avec la variante du Mont Olympos)

## Liste des agglomérations rencontrées le long du chemin de Lycie

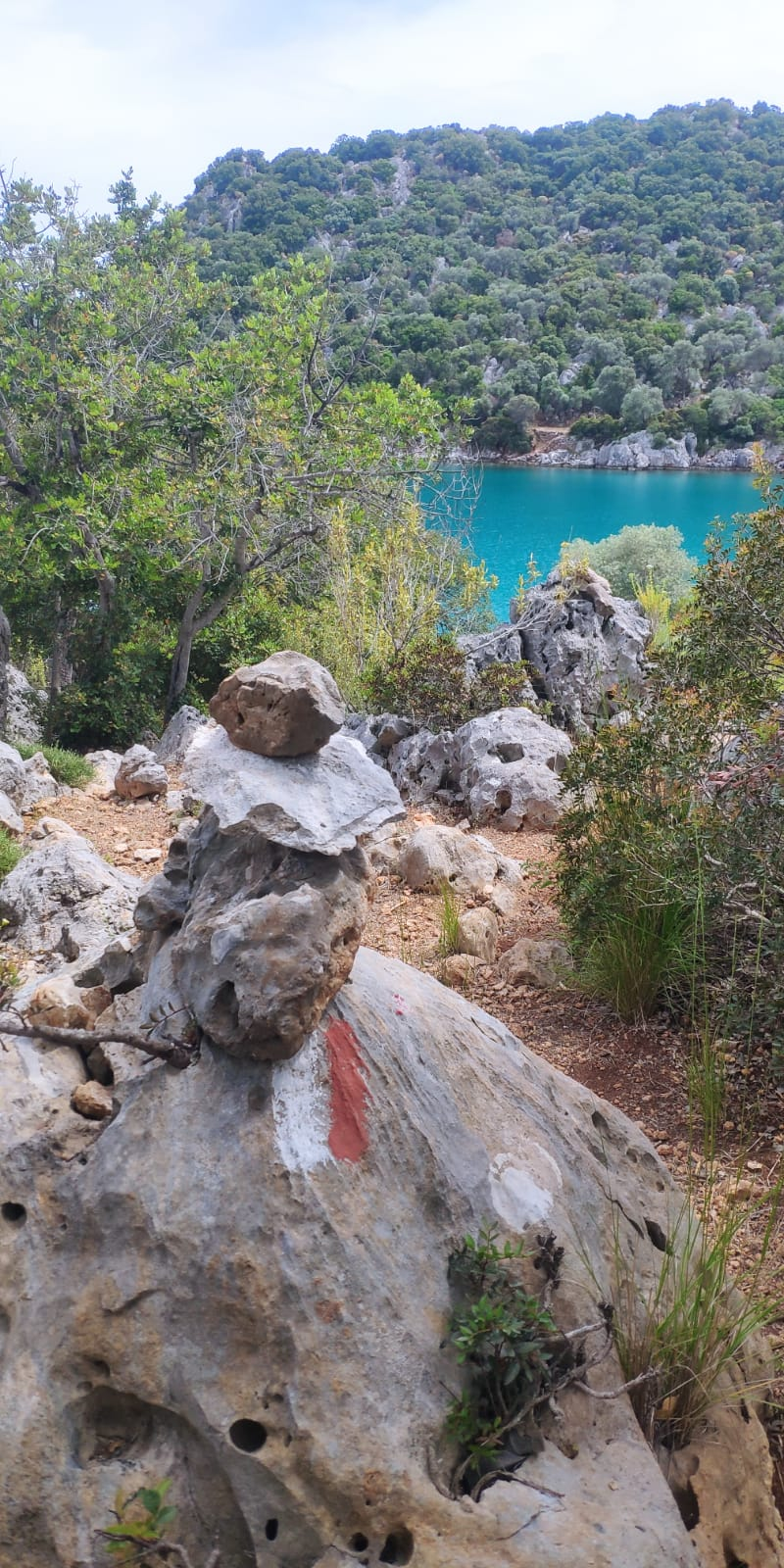
Balisage du chemin de Lycie en 2021.

- Fethiye
- Kayaköy
- Ölüdeniz
- Hisarönü
- Ovacık
- Kozağaç
- Kirme
- Faralya
- Kabak
- Alinca
- Gey
- Bogazici
- Dodurga (Sidyma)
- Hisar
- Bel
- Belceğiz
- Gavurağılı
- Pydnai
- Létôon
- Plage de Kumluova (Seydikemer)
- Karaköy
- Kınık
- Çavdır
- Çayköy
- Üzümlü
- Akbel
- Gelemiş
- Kalkan
- Bezirgan
- rıbelen
- Beşamel
- Gökceören
- Pınarbaşı
- Çukurbağ
- Kaş
- Limanagzi
- Bogazcik
- Kilicli
- Aperlai
- Üçağız
- Çevreli
- Kaleköy
- Kapaklı
- Gürses
- Çayağzı
- Demre
- Beymelek
- Iskele
- Belören
- Zeïtoun
- Belen
- Finike
- Kumluca
- Mavikent
- Karaöz
- Adrasan
- Çavuşköy
- Olympos
- Çıralı
- Ulupınar
- Beycik
- Yayla Kuzdere
- Gedelme
- Göynük Yayla
- Tekirova
- Çamyuva
- Kuzdere
- Kiris
- Kemer
- Göynük
- Beldibi
- Hısarçandir
- Antalya[1].